# Viola slesvicensis
Viola slesvicensis är en violväxtart som beskrevs av Prahl.. Viola slesvicensis ingår i släktet violer, och familjen violväxter. Inga underarter finns listade i Catalogue of Life.